# Jacob, Jacob
Pour les articles homonymes, voir Jacob (homonymie).
Jacob, Jacob est un roman de Valérie Zenatti publié le 21 août 2014 aux éditions de l'Olivier et lauréat du prix du Livre Inter l'année suivante.

## Résumé
Jacob est un jeune Juif d'Algérie habitant à Constantine. En juin 1944, il part combattre en France pour la Libération...

## Accueil critique
Bien reçu par la critique qui note la « voix propre » de l'auteure étant par ailleurs la traductrice en français d'Aharon Appelfeld, le roman – après avoir été retenu dans les sélections finales du prix Médicis et du prix des libraires – reçoit en mars 2015 le prix Méditerranée, en juin 2015 le prix du Livre Inter décerné par un jury présidé cette année-là par Jean-Christophe Rufin, et le Prix littéraire Gabrielle-d'Estrées 2015.

## Distinctions
- Prix du Livre Inter, 2015.
- Prix Méditerranée, 2015.
- Prix littéraires Gabrielle-d'Estrées et Jackie-Bouquin, 2015.
- Prix Libraires en Seine Corinne Kim, 2015.

## Éditions
- Éditions de l'Olivier, 2014  (ISBN 978-2823601657).